# Carl Wedderkopf
Carl Wilhelm Wedderkopf (auch Karl Wilhelm; * 16. Februar 1885 in Wolfenbüttel; † 10. Januar 1961 in Hannover) war ein deutscher Kommunalpolitiker (SPD) und in der Zeit von 1922 bis 1927 erster gewählter Bürgermeister von Freital.

## Leben und Karriere

### Marine und Studium
Mit 17 Jahren trat Wedderkopf freiwillig in den Dienst der kaiserlichen Marine. Danach absolvierte er 1914 die Primareife an der Gaußschule Braunschweig, die seinerzeit Gaußschule, Städtische Oberrealschule am Löwenwall hieß. Zu dieser Zeit hiel Wedderkopf den Rang des Deckoffiziers. An der Technischen Marineschule in Kiel wurde er Maschinenbauer und Torpedo-Oberingenieur mit dem Dienstgrad Oberleutnant zur See. Während des Ersten Weltkriegs erhielt Wedderkopf das Eiserne Kreuz II. Klasse.
Zum Wintersemester 1917/18 begann er neben seinem Marinedienst ein Studium der Staats-, Rechts- und Wirtschaftswissenschaften an der Christian-Albrechts-Universität zu Kiel und studierte dort bis zum Wintersemester 1919/20. Vom 3. Mai bis zum 30. Juli 1920 studierte er Nationalökonomie und ihre philosophischen Hilfswissenschaften an der Universität in Halle. Zudem studierte er in Leipzig zu kommunalpolitischen Themen und besuchte in München die Universität und die Handelsschule. Am 7. Februar 1921 promovierte er in Halle mit seiner Dissertation zum Thema Die Entwicklung der Jugendgesetzgebung und des Jugendfürsorgewesens in Deutschland zum Doktor der Rechte. Ab Ende Juni 1921 hielt Wedderkopf die Position des Zweiten Bürgermeisters der Stadt Demmin in Vorpommern und ordnete dort die Städtischen Betriebe und die Finanzverwaltung. 

### Oberbürgermeister von Freital
Carl Wedderkopf wurde am 16. März 1922 zum Bürgermeister der am 1. Oktober 1921 aus dem Zusammenschluss der Gemeinden Deuben, Döhlen und Potschappel gegründeten Stadt Freital gewählt. Bei der Wahl setzte er sich gegen 52 Mitbewerber durch. Er trat das Amt zum 1. Mai 1922 als Nachfolger des früheren Potschappler Gemeindevorstandes Max Baumann, der bis dahin kommissarisch die Geschäfte geführt hatte, an. Wedderkopf übernahm zudem den Vorsitz im Bau-, Feuerlösch-, Finanz-, Kassen-, Steuer- und Verfassungsausschuss. Am 21. Februar 1924 wurde er in der Stadtverordnetensitzung zum Oberbürgermeister, gewählt. Wedderkopf trieb in seiner Amtszeit den Aufbau eines umfangreichen städtischen Sozialsystems sowie die Planungen für ein gemeinsames Zentrum der jungen Stadt am Neumarkt in Döhlen voran. Beide Vorhaben ließen sich aufgrund der zunehmend prekären Finanzsituation Ende der 1920er Jahre aber nicht oder nur zum Teil umsetzen. Am 28. Februar 1927 wurde Wedderkopf mit einer Dreiviertel-Mehrheit für weitere sechs Jahre wiedergewählt. Allerdings musste er sein Amt als Oberbürgermeister zum 1. Juni 1927 gesundheitsbedingt aufgeben. Während seiner Amtszeit lebte er im Rathaus Döhlen. Neben seiner Tätigkeit übernahm Wedderkopf auch Positionen in der Wirtschaft und wurde 1923 Vorsitzender der Kraftwerke Freital AG. Gustav Klimpel, der bisherige Zweite Bürgermeister, wurde sein Nachfolger. 

### Lebensende
Nachdem Wedderkopf Freital verlassen hatte, lebte er bei seinem Bruder, dem Steuerinspektor Gustav Wedderkopf, in Hannover und zwischenzeitlich in Berlin-Nikolassee. Einen Zweitwohnsitz unterhielt er in Baden-Baden. Am 10. Januar 1961 verstarb Wedderkopf an Herzschwäche im Alter von 76 Jahren. Seine Urne wurde am 25. Januar 1961 auf den Hauptfriedhof Wolfenbüttel überführt. Er wurde dort neben seinem Vater, den 1887 verstorbenen Fuhrmann Heinrich Wedderkopf, bestattet. Wedderkopf war weder verheiratet noch hinterließ er Kinder.

### Posthum
Die Familiencard „Carli“, die seit 2016 von der Stadt Freital für Familien mit einem oder mehreren im Haushalt lebenden Kindern mit Hauptwohnsitz in Freital herausgegeben wird und diesen Vorteilen bei Freizeitangeboten geben soll, wurde nach Wedderkopf sowie Carl Friedrich August Dathe von Burgk benannt.

## Veröffentlichungen
- Die Entwicklung der Jugendgesetzgebung und des Jugendfürsorgewesens in Deutschland. München 1921 (Dissertation)
- (mit Karl Söhnle, Schriftleitung) Freital. (= Deutschlands Städtebau) Deutscher Architektur- und Industrie-Verlag (DARI), Berlin-Halensee 1924 (153 S., mit Abbildungen und 5 Tafeln)